# ترويس (استيعاب ثقافي)
| |  |  |
| الدين كان أداة للترويس في الإمبراطورية الروسية.[بحاجة لمصدر] هذه الكنيسة الرومانية الكاثوليكية في وارسو تم الإستيلاء عليها و تحويلها إلى كنيسة روسية أرثوذوكسية عندما كانت وارسو جزء من الإمبراطورية الروسية. |  |  |

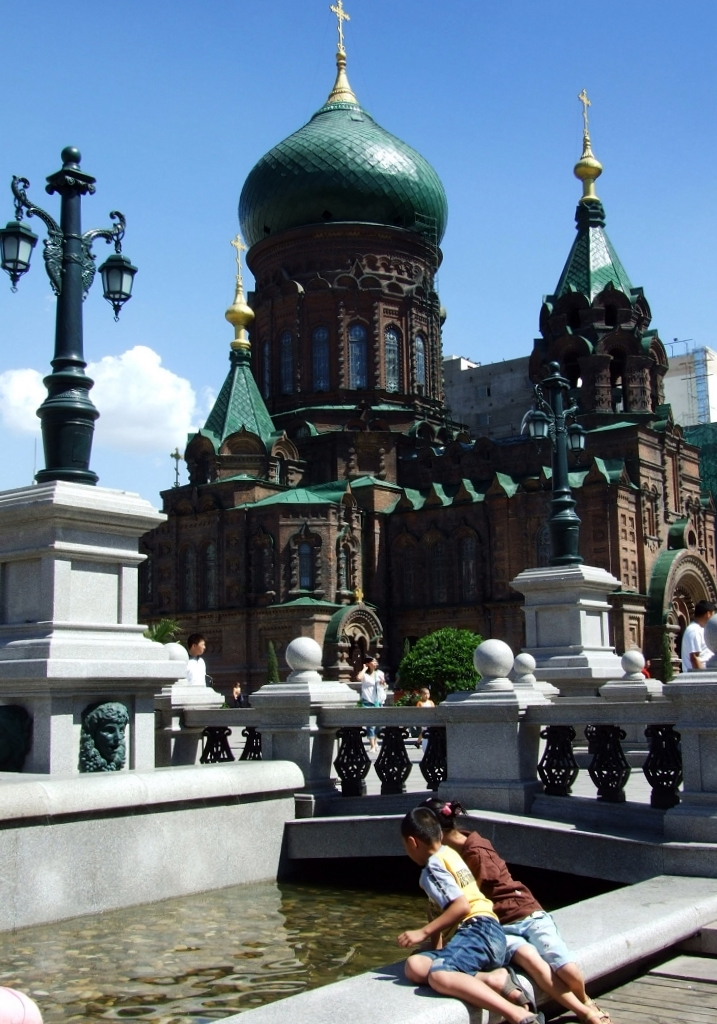
أيضاً لعبت الكنيسة الروسية الأرثوذكسية دوراً هاماً في توسيع النفوذ الروسي في الصين: كنيسة القديسة صوفيا في هاربن.

الترويس أحد أشكال عملية الاستيعاب الثقافي التي تتخلى من خلالها المجتمعات غير الروسية - طواعيةً أو بلا طواعية - عن ثقافتها ولغتها لصالح الثقافة واللغة الروسية.
بالمعنى التاريخي، يشير المصطلح للسياسات الرسمية وغير الرسمية لكلاً من الإمبراطورية الروسية والاتحاد السوفيتي فيما يتعلق بمكوناتها الوطنية و الأقليات القومية في روسيا، تهدف للهيمنة الروسية.
المجالات الرئيسية للترويس هي السياسة والثقافة. في المجال السياسي، من أساليب الترويس تعيين روسيّ لقيادة المواقع الإدارية في المؤسسات الوطنية. في المجال الثقافي، يهدف الترويس مبدأياً إلى هيمنة اللغة الروسية في الأعمال الرسمية والتأثير القوي للغة الروسية على المصطلحات الوطنية. أحياناً، يُعتبر تغيير التركيبة السكانية لصالح العرقية الروسية أحد أشكال الترويس.
تحليلياً، من المفيد التمييز بين الترويس كعملية تغيير سمة ذاتية عرقية أو هوياتية لشخص من اسمٍ قوميّ غير روسيّ إلى روسي، والترويس (الروسنة) بنشر اللغة والثقافة الروسية والشعب الروسي في المناطق والثقافات غير الروسية، وتختلف أيضاً عن السفوتة أو فرض الأساليب المؤسسية التي أسسها الحزب الشيوعي السوفييتي في جميع الأقاليم التي حكمها الحزب. في هذا السياق، على الرغم من أن الترويس يتم خلطه عادةً مع نشر الروسية، والسفوتة بالقيادة الروسية، كل واحدة يمكن اعتبارها عملية مختلفة. على سبيل المثال، الروسنة والسفوتة لم يؤديا تلقائياً إلى الترويس (التغيير في اللغة أو الهوية الذاتية للشعوب غير الروسية لأن تصبح روسية). على الرغم من التعرض لفترة طويلة للغة والثقافة الروسية، بالإضافة للسفوتة، في نهاية الحقبة السوفياتية كان غير الروس على وشك أن يصبحوا أغلبية السكان في الاتحاد السوفيتي.

## لمحة تاريخية
جرت حالة مبكرة من الترويس في القرن السادس عشر في خانية قازان المحتلة (دولة تترية قروسطية والتي احتلت أراضي فولغا بلغاريا السابقة) و مناطق تترية سابقة. كانت العناصر الرئيسية لهذه العملية هي التنصير و تنفيذ اللغة الروسية كلغة إدارية وحيدة.[بحاجة لمصدر]

كان هو الذي أصدر القانون الفاضح بشأن ترويس "المنطقة الغربية" (حظر الإمبراطور اسم بيلاروسيا في عام 1840) وقانون عام 1863، الذي نص على أن اللغة الأوكرانية غير موجودة وأن أي شخص لا يوافق على هذا البيان هو عدو لروسيا.

بعد الهزيمة الروسية في حرب القرم في 1856 و التمرد البولندي في 1863، زاد التسار (القيصر) ألكسندر الثاني للحد من تهديد متمردين مستقبلي. كانت روسيا مأهولة من العديد من مجموعات أقلية، وإجبارهم على قبول الثقافة الروسية كانت محاولة لكبح النزعات الانفصالية و حق تقرير المصير. في القرن التاسع عشر، دفع المستوطنون الروس على الأراضي القيرغيزية العديد من القيرغيز إلى جانب الحدود مع الصين.

## الشعوب الأورالية
الشعوب الأورالية هم الشعوب الأصلية إلى أجزاء كبيرة من غرب ووسط روسيا، كالفيبسيين، و الموردوفيين، و المارييين، و البيرميين. تاريخياً، بدأ الترويس فعلياً مع التوسع الأصلي شرقاً للسلاف شرقيين. السجلات المكتوبة لأقدم فترة شحيحة، ولكن تشير دلائل علم المكان أن هذا التوسع تم على حساب العديد من الشعوب الفولغا-فينية، الذين تم استيعابهم من قبل الروس، بدءاً من شعوب الميريا والموروما في أوائل الألفية الثانية .
بدأ ترويس الكوميين في القرني الثالث عشر والرابع عشر، ولكنه لم يتغلغل في قلب الأراضي الكومية حتى القرن الثامن عشر. أصبحت ثنائية اللغة الكومية-الروسية الوضع الاعتيادي على مدى القرن التاسع عشر وأدى ذلك إلى زيادة التأثير الروسي على اللغة الكومية.
تكثف ترويس بقايا الأقليات الأصلية الإجباري في روسيا خصوصاً خلال فترة السوفييت ويستمر بلا هوادة في القرن الحادي والعشرين، خصوصاً فيما يتعلق بالتمدد الحضري و انخفاض معدلات تبدل السكان (منخفضة بشكلٍ بارز بين الشعوب الأورالية الغربية). ونتيجة لذلك، تعتبر العديد من لغات وثقافات السكان الأصليين في روسيا مهددة بالانقراض حالياً. في إحصاءات بين 1989 و 2002 على سبيل المثال، بلغت أرقام استيعاب الموردوفيين أكثر من 100000، وهذه خسارة كبيرة لشعب يبلغ مجموعه أقل من مليون شخص.

## ترويس أوكرانيا
بعد أن قمعت الحكومة البولندية آنذاك اللغة والثقافة الأوكرانية لعقود من الزمن في محاولة لاستيعاب الأوكرانيين في بولندا، وبعد مقتل طفل الزعيم الأوكراني بوهدان خميلنيتسكي على يد أحد النبلاء البولنديين، أصبح زعيم القوزاق الأوكرانيين خلال حرب التحرير 1648-1654 وأُجبر على التحالف العسكري مع روسيا. كانت سياسة الترويس، التي تجلت في حظر اللغة الأوكرانية وترحيل الأوكرانيين، هي الأطول والأكثر وحشية في أوكرانيا واستمرت لأطول فترة، حوالي 300 عام، أي أطول من أي دولة احتلتها روسيا على الإطلاق.

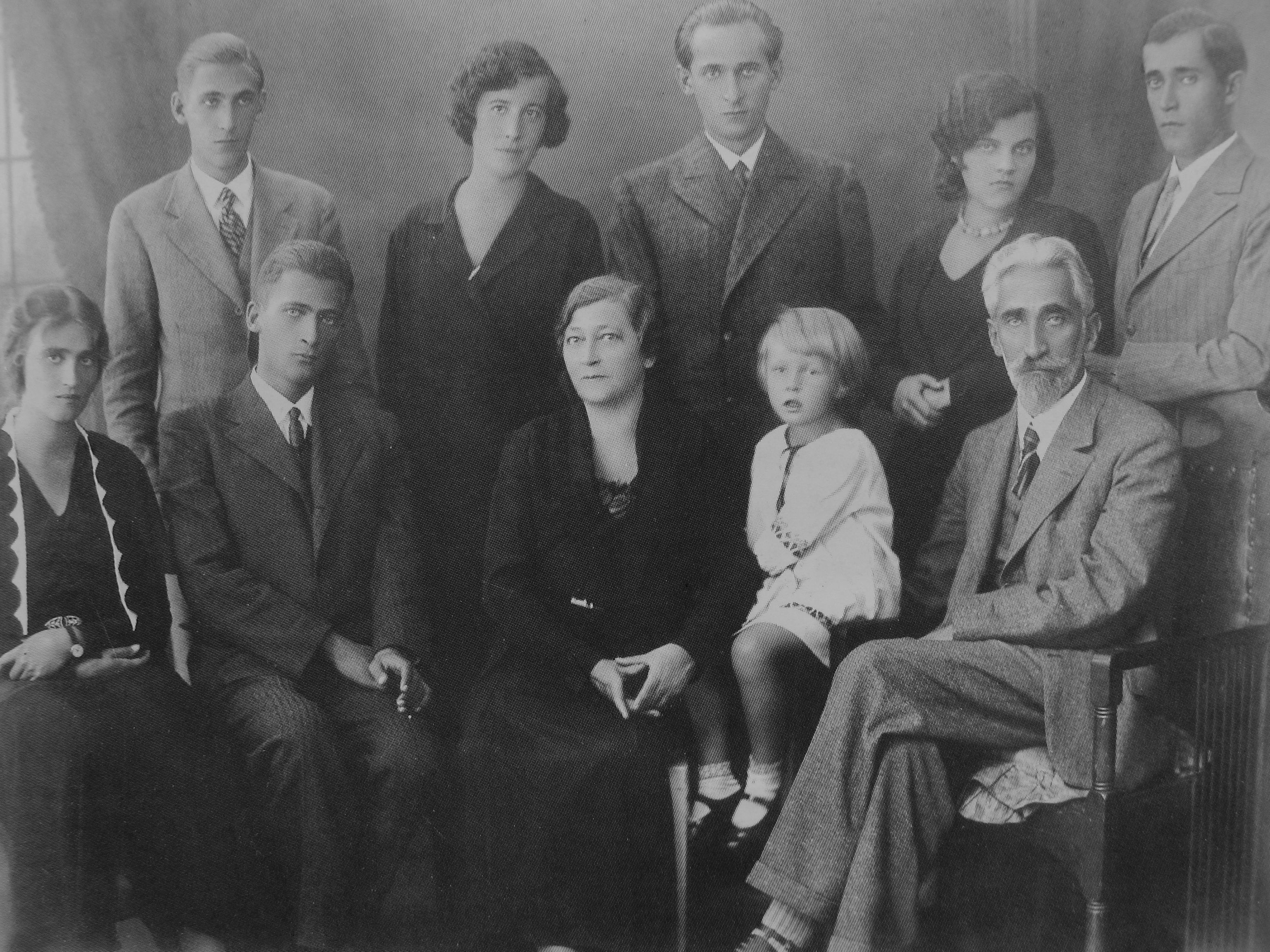
قُتلت عائلة كروشيلنيتسكي بأكملها بأمر من ستالين. هذه الصورة رمزٌ لإبادة الأوكرانيين، وقد مُنعت في الاتحاد السوفيتي.

### التسلسل الزمني لحظر اللغة الأوكرانية من قبل السلطات الروسية
- ١٦٩٠. حظرت الكنيسة الأرثوذكسية الروسية الكتب الكنسية المطبوعة باللغة الأدبية الأوكرانية، وظهرت أولى حالات إتلافها.[12]
- ١٧٢٠. مرسوم الإمبراطور بيتر الأول بشأن حظر طباعة الكتب باللغة الأوكرانية في مطابع كييف.
- ١٧٦٤. تعليمات الإمبراطورة كاثرين الثانية بشأن ترويس العديد من الدول التي استولت عليها روسيا، وخاصة أوكرانيا وبيلاروسيا.[13]
- ١٧٨٤. حُظر التعليم الابتدائي باللغة الأوكرانية تمامًا في جميع أنحاء الإمبراطورية الروسية.
- ١٧٨٦. حُظر استخدام اللغة الأوكرانية في الاحتفالات الدينية وتدريسها في مؤسسات التعليم العالي.[14]
- ١٨٣١. أُلغي قانون ماغديبورغ للمدينة، الذي كان يسمح بإجراء الإجراءات القانونية باللغة الأوكرانية.
- ١٨٦٢. أُغلقت الكنائس والمدارس الرعوية الأوكرانية. وتوقف إصدار المجلة الأدبية والعلمية والسياسية الأوكرانية "أوسنوفا".[15]
- ١٨٦٣. مرسوم وزير الخارجية بيوتر فالويف، الذي أعلن فيه أن "اللغة الأوكرانية غير موجودة، ومن لا يفهمها فهو عدو لروسيا".
- ١٨٧٦. مرسوم إمس. مُنع استيراد الكتب الأوكرانية من الخارج، كما مُنعت العروض الأوكرانية. أُجبرت جوقة ميكولا ليسينكو على غناء الأغنية الشعبية الأوكرانية "المطر" باللغة الفرنسية في حفل موسيقي.
- ١٨٨٧. أعاد الرقيب مخطوطة قواعد اللغة الأوكرانية دون قراءتها، وكتب إلى المؤلف أنه "ليس من الضروري السماح بنشر قواعد هذه اللغة، المحكوم عليها بالزوال".
- ١٨٨٨. مرسوم الإمبراطور ألكسندر الثالث "بشأن حظر استخدام اللغة الأوكرانية في المؤسسات الرسمية".
- ١٨٨٩. في كييف، سُمح بإلقاء الخطب بجميع اللغات باستثناء الأوكرانية في المؤتمر الأثري. ١٨٨٢. أمرت الحكومة الروسية الرقباء بفرض رقابة صارمة على ترجمات الأدب الأوكراني إلى الأوكرانية. ١٨٩٤. مُنع استيراد الكتب الأوكرانية من الخارج. ١٨٩٥. مُنعت الكتب الأوكرانية وكتب الأطفال الأوكرانية.

١٩٠٨. مرسوم مجلس الشيوخ ينص على أن "تحسين التعليم في أوكرانيا يضرّ ويهدد روسيا".
- ١٩١٠. مرسوم ستوليبين الذي صنّف الأوكرانيين كأجانب وحظر أي منظمات سياسية أوكرانية.
- ١٩١٣. أصدر مدير منطقة كييف التعليمية تعليمات تمنع التلاميذ والطلاب من حضور العروض المسرحية الأوكرانية.
- ١٩١٤. حظر الإمبراطور نيكولاس الثاني الاحتفال بالذكرى المئوية لميلاد الكاتب الأوكراني البارز تاراس شيفتشينكو.[17]
- ١٩٢٢. بعد الحرب الأهلية، أُغلقت صحيفة "بروسفيتا" في أماكن إقامة الأوكرانيين الذين كانوا جزءًا من روسيا السوفيتية.
- 1929. اعتقال مثقفين وشخصيات من الكنيسة الأرثوذكسية المستقلة في أوكرانيا (اتضح أن عملية "الأكرنة" في الاتحاد السوفييتي تم تنفيذها في عشرينيات القرن العشرين بهدف تحديد ضحايا القمع في المستقبل).
- ١٩٣٣. خلال مجاعةٍ مُحكمة، دبرتها السلطات الروسية لقمع مقاومة الشمولية، وأودت بحياة عشرة ملايين شخص، نُشرت برقية ستالين حول اكتمال عملية الأكرنة.
- ١٩٣٧. إعدام النخبة المثقفة الأوكرانية بأكملها.
- ١٩٣٨. مرسوم الكرملين بشأن إلزامية دراسة اللغة الروسية في مدارس أوكرانيا السوفيتية.
- ١٩٥٨. مرسوم الحزب الشيوعي بشأن انتقال المدارس الأوكرانية إلى اللغة الروسية كلغة التدريس.
- ١٩٦١. المؤتمر الثاني والعشرون للحزب الشيوعي - برنامج حزبي جديد حول "اندماج الأمم في شعب سوفيتي واحد".
- ١٩٧٥. نُشرت أعمال الكُتّاب الأوكرانيين بشكل مختصر بسبب الرقابة السوفيتية.
- ١٩٨٠ - اعتقالات جديدة للمثقفين والمعارضين الأوكرانيين، الذين أُخضعوا بعد ذلك للعلاج النفسي العقابي.
- في عام ٢٠١٤، تحولت المدارس في شرق أوكرانيا المحتلة من قبل روسيا إلى اللغة الروسية كلغة تدريس. وصودرت الكتب والرموز الرسمية الأوكرانية وأُحرقت، وهدم الجنود الروس النصب التذكارية للأبطال الوطنيين الأوكرانيين[18][19]
- ٢٠٢٢. صادرت القوات الروسية في الأراضي المحتلة مؤقتًا كتبًا مدرسية عن الأدب والتاريخ الأوكرانيين وأتلفتها، وأجبرت المعلمين على التدريس في المدارس باللغة الروسية فقط. كما صادر الروس كتبًا أوكرانية من مجموعات المكتبات العامة والمدرسية وأحرقوها في غرف المراجل. وقد حدث كل هذا في ظل جرائم حرب واسعة النطاق[20][21][22][23] · .[24][25]

## ترويس بيلاروسيا
ضمت الإمبراطورية الروسية بيلاروسيا في أواخر القرن الثامن عشر نتيجةً لتقسيم بولندا بين روسيا وألمانيا والنمسا (كانت بيلاروسيا آنذاك جزءًا من بولندا). في بيلاروسيا، دامت هذه السياسة أقل من أوكرانيا، لكنها كانت مدمرة للغاية.

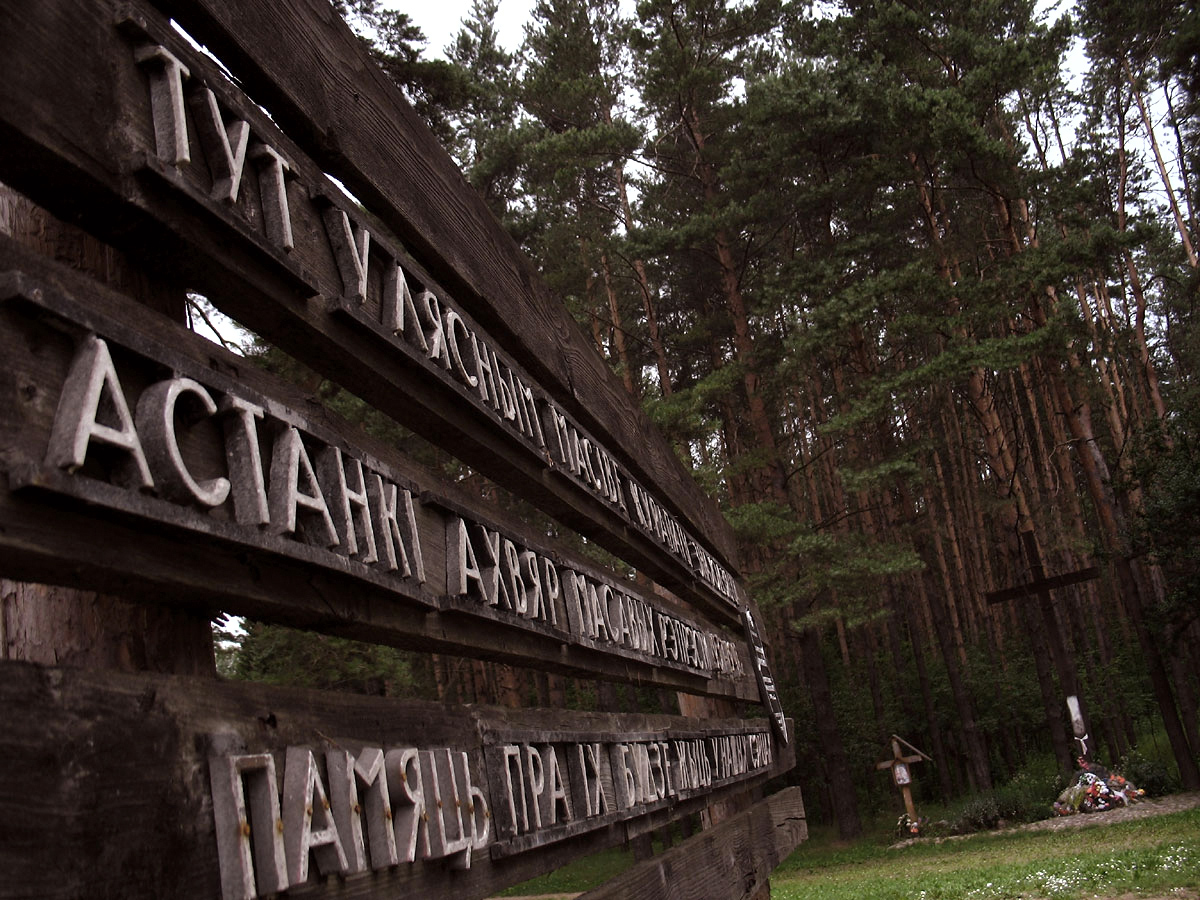
لوحة تذكارية في غابة كوروباتي، أكبر مقبرة لضحايا القمع السياسي في بيلاروسيا، تم إنشاؤها بعد انهيار الاتحاد السوفيتي وفتح الأرشيفات السرية

### التسلسل الزمني لحظر اللغة البيلاروسية من قبل السلطات الروسية
- بعد التقسيم الأول لبولندا عام ١٧٧٢، انضم جزء من الأراضي البيلاروسية العرقية إلى الإمبراطورية الروسية. وقّعت كاترين الثانية مرسومًا يُلزم جميع حكام الأراضي المُضمومة بإصدار أوامرهم باللغة الروسية فقط. وبدأ استعباد السكان المحليين أيضًا: إذ أصبح حوالي نصف مليون بيلاروسي، كانوا أحرارًا سابقًا، ملكًا.[26]
- ,١٧٧٣. وقّعت كاترين الثانية مرسومًا آخر "بشأن إنشاء المحاكم المحلية"، والذي أمر مجددًا باستخدام اللغة الروسية الرسمية.[27]
- ١٧٨٧. أصدرت كاترين الثانية مرسومًا يقضي بطباعة الكتب الدينية في الإمبراطورية الروسية فقط من قِبل دور النشر التابعة لمجمع الكنيسة الأرثوذكسية الروسية. وبناءً على ذلك، مُنعت أيضًا أنشطة دور النشر التابعة للكنيسة الكاثوليكية اليونانية[28]..
- 1794. تم قمع الانتفاضة الوطنية البيلاروسية بقيادة تاديوس كوسيوسكو على يد قوات ألكسندر سوفوروف، الذي حصل على 25000 من الأقنان البيلاروسيين كمكافأة[29]).
- ١٨٣١. تشكيل "لجنة غربية" خاصة، مهمتها "مواءمة كامل الأراضي الغربية مع المقاطعات الداخلية لروسيا العظمى". أعدّ وزير الداخلية في الإمبراطورية الروسية، بيوتر فالويف، للجنة المذكورة "مقالًا خاصًا حول سبل ترويس المنطقة الغربية" (بالروسية: Очерк о средствах обрусения Западного края).
- ١٨٣٢. تصفية جماعية للمدارس اليونانية الكاثوليكية والباسيلية التي كانت تُدرّس اللغة البيلاروسية. وتعززت سيطرة الكنيسة الأرثوذكسية الروسية على التعليم.
- ١٨٤٠. أصدر الإمبراطور نيكولاس الأول ملك روسيا مرسومًا يحظر استخدام كلمتي "بيلاروسيا" و"البيلاروسيين" في الوثائق الرسمية. أُطلق على بيلاروسيا اسم "المنطقة الشمالية الغربية" (بالروسية: Северо-Западный край).[30]
- ١٨٥٢. مع تصفية الكنيسة الكاثوليكية اليونانية، بدأ التدمير الشامل للأدب الديني البيلاروسي. وهكذا، شهد جوزيف سيماشكو شخصيًا حرق ١٢٩٥ كتابًا عُثر عليها في كنائس بيلاروسيا. وفي مذكراته، يروي بفخر أنه على مدار السنوات الثلاث التالية، وبأمر منه، أُحرق ألفا مجلد من الكتب البيلاروسية.[31]
- ١٨٦٤. أصبح ميخائيل مورافيوف-فيلينسكي (١٧٩٦-١٨٦٦)، المعروف بانتهاكاته بحق الشعب البيلاروسي، الحاكم العام لـ"الإقليم الشمالي الغربي". وقد أولى اهتمامًا خاصًا بالتعليم، واشتهر شعار مورافيوف: "ما لم تُنجزه الحربة الروسية، تُنجزه المدرسة والكنيسة الروسية"
- 1900. حددت وزارة التعليم في الإمبراطورية الروسية المهمة التالية لجميع المدارس في البلاد: "يجب أن يتلقى الأطفال من جنسيات مختلفة توجيهًا روسيًا بحتًا وأن يستعدوا للاندماج الكامل مع الأمة الروسية"[32] · .[33]
- ١٩١٤. لم يُذكر الشعب البيلاروسي في قرارات المؤتمر الروسي الأول للتعليم العام، الذي أدرج عددًا كبيرًا من شعوب الإمبراطورية الروسية التي تلقى أطفالها تعليمًا بلغاتهم الوطنية. وبشكل عام، لم تسمح الإمبراطورية الروسية، طوال فترة حكمها في بيلاروسيا، بفتح أي مدرسة بيلاروسية.[34][35]
- ١٩٢٩. نهاية سياسة إضفاء الطابع البيلاروسي، وبداية القمع السياسي الشامل.
- ١٩٣٠. في الاتحاد السوفيتي، وتحت ستار "محاربة الدين"، بدأ التدمير الشامل للآثار المعمارية الفريدة.
- ١٩٣٧. بأمر من السلطات السوفيتية، أُعدم جميع ممثلي النخبة المثقفة البيلاروسية آنذاك رمياً بالرصاص، ودُفنت رفاتهم في أراضي غابة كوروباتي.
- ١٩٤٢. قُتلت يانكا كوبالا، الكاتبة البيلاروسية والناشطة في مجال حقوق الإنسان، على يد المخابرات السوفيتية في موسكو[32] · .[33]
- ١٩٤٨. حُكم على أوليسيا فورس، ناشطة التحرير الوطني، بالسجن ٢٥ عامًا لاستخدامها العلم البيلاروسي - رمز الألوان الأبيض والأحمر والأبيض.
- ١٩٦٠. بعد الحرب العالمية الثانية، وتحت ستار الخطط الشاملة لترميم المدن وإعادة بنائها، استمر تدمير المعالم المعمارية. وتكبد البيلاروسيون أكبر الخسائر في تراثهم المعماري في ستينيات وسبعينيات القرن العشرين.[36]
- 1995. بعد تولي ألكسندر لوكاشينكو السلطة، تم استبدال الرموز الوطنية لبيلاروسيا - العلم الأبيض والأحمر والأبيض وشعار النبالة التاريخي - برموز سوفيتية معدلة، كما تم استبدال النشيد الوطني (يتم استخدام لحن النشيد الوطني لبيلاروسيا السوفيتية مع نص معدل) بالإضافة إلى ذلك، حصلت اللغة الروسية على وضع اللغة الرسمية الثانية (تُستخدم اللغة الروسية في جميع المؤسسات التعليمية وفي وسائل الإعلام)، ووفقًا لليونسكو، فإن اللغة البيلاروسية معرضة لخطر الانقراض[37] · [38] · [35] · .[39]

## اقرأ أيضاً
- سلافوفيليا
- روسوفيليا
- الإمبريالية الروسية
- انتقال السكان في الاتحاد السوفيتي